# Депривация
Деприва́ция (лат. deprivatio — потеря, лишение) — сокращение либо полное лишение возможности удовлетворять основные психофизиологические либо социальные потребности.

## Влияние на агрессию
Депривация может вызвать агрессию. Агрессия может быть направлена наружу, часто на объект, который создаёт относительную депривацию, либо в качестве вымещения на совершенно не относящиеся к ситуации случайные объекты — предметы, животных, людей. Также агрессия может быть направлена и внутрь, на самого человека, который испытывает депривацию. Это выражается в суициде, в самоповреждениях без цели суицида, а также в скрытых формах аутоагрессии — соматических болезнях, алкоголизме, наркоманиях, курении.
С точки зрения социобиологии, этологии и медицины, в социуме наиболее частым вариантом выхода-выплеска агрессии, которая является врождённым инстинктом, являются в первую очередь соматические болезни. Если в обществе, по понятным причинам, человек лишён возможности безнаказанно выплеснуть агрессию наружу — убить обидчика, избить и т. д., лишён алкоголя или наркотиков, временно заглушающих приступы агрессии (либо его моральные устои не позволяют ему их принимать), то агрессия направится вовнутрь, вызовет изменения в парасимпатической иннервации гладкомышечных органов, которые, в свою очередь, приведут к т.н. «психосоматическим» заболеваниям. Вначале возникают повышенная конфликтность, раздражительность, бессонница, субдепрессии, нейро-циркуляторная дистония, нарушения менструального цикла, далее следует качественный скачок и появятся гипертония, инфаркт, инсульт, астма, выкидыши и т. д. Поражаются все гладкомышечные органы, имеющие парасимпатическую иннервацию.
Подключение мощной внешней «угрозы» — гиперактивные занятия спортом, гиперхолодовое закаливание, мощные острые стрессы (война, угроза жизни, другая болезнь и т. д.) — включает общепопуляционные механизмы выживания и, как следствие, временно отключает механизмы депривации и выработки агрессии. Полностью механизмы депривации-фрустрации-агрессии у социального индивидуума могут быть исключены только при приведении в соответствие имеющихся «жизненных» установок с реально сложившимся «жизненным» положением.

## Психология
В психологии термин «депривация» используется в области восприятия или сенсорной стимуляции и эмоциональных отношений. В психоанализе «потеря отца» понимается как лишение.

### Перцептивная депривация
Его следует отличать от сенсорной депривации. Информативность внешних раздражителей снижена.

### Сенсорная депривация
Сенсорная депривация, т. е. отсутствие внешних раздражителей (цветов, звуков, других людей, разговоров и т. д.), приводит к галлюцинациям и расстройствам мышления. Это используется для допроса, пыток, воздействия на волю и мышление, а также для расширения сознания и расслабления.

### Эмоциональная депривация
В педиатрии депривация (также синдром депривации, анаклитическая депрессия) относится к отсутствию заботы и тепла в гнезде или пренебрежению младенцами и маленькими детьми. Симптомы, для которых также используется термин госпитализм, известны в больницах, детских палатах и домах, а также в тюрьмах. Длительная депривация может привести к психическому госпитализму, аутистической неспособности к общению или нарушениям речи.

### Материнская депривация
На основании клинико-психологических исследований депрессия, дефицит речевого развития, расстройства личности и подростковая преступность чаще встречаются у детей, лишенных матери.

### Лишение отца
Александр Мичерлих описал эту форму лишения как лишение отца или потерю отца. Следствием этого являются психические и психосоматические расстройства, самоповреждающее поведение, расстройства отношений, социальные аномалии вплоть до преступности, неспособность выполнять свои обязанности, когнитивный дефицит и проблемы психосексуальной идентичности.